# 카스가 아유무
카스가 아유무(春日 歩)는 일본의 애니메이션과 만화 시리즈 《아즈망가대왕》에 등장하는 인물로, 보통 출신 별명인 오사카(大阪)로 더 잘 알려져 있다.
최근 몇 년 동안 가장 영향력 있는 애니메이션 주인공 중 하나로, 오사카는 일반적인 애니메이션 히로인의 전형을 따르지 않는 것으로 유명하다. 예를 들면 2003년 《뉴타입》 독자들의 투표로 이루어지는 '2002년 아니메 히로인' 100명 선정에서 오사카는 7위에 올랐으나, 10위권 내의 캐릭터들 중 '귀여움', '섹시함', '원기왕성함'으로 분류될 수 없었던 유일한 인물이었다. 오사카는 평범하고, 가슴은 절벽이며, 허약한 체력을 지녔다. 대신 오사카의 매력은 풍부한 상상력으로, 그녀의 상상력은 아즈망가 대왕의 유머스러움 중 상당량을 차지한다. 오사카는 공상을 즐겨 할 뿐 아니라 실제로 수업 중에도 곧잘 잠들며, 특이한 성격은 다른 등장인물들과 좋은 대비가 된다.
이와 같은 인기로 일본의 인터넷 캐릭터 인기투표 사이모에 토너먼트의 2002년 초대 대회에서 준우승을 차지한 바 있다.

## 인물 소개
오사카에서 전학을 왔다. 타키노 토모는 그녀가 전형적인 오사카 사람들(시끄럽게 떠들고, 말이 많으며, 농담을 좋아하는)의 행동을 보일 것으로 기대하며 그녀에게 오사카라는 별명을 붙여 주었으나, 아유무의 행동은 토모가 생각했던 것과는 달랐다. 아유무는 스스로를 '느리고' '집중력이 없다'고 생각하지만, 그것을 극복하고자 하는 힘과 동기가 부족하다. 아유무에게 오사카라는 별명은 자연스럽게 붙어 다니게 되며 이후 선생님도 그녀를 오사카라고 부르며, 심지어 출석부, 반 배정표에도 오사카로 이름이 올라가고, 본명을 기억하지 못하는 수준에 이른다(요미도 비슷한 증상을 보인다). 만화책에서 오사카는 초등학교 시절 고베에서 살았으며 와카야마에서 태어났다고 말한다. 토모는 자기는 와카야마가 어디인지 모른다고 하며, 아유무에게 '넌 그냥 오사카야'라고 말한다.
친구들과 탈의실에서 가슴 사이즈를 이야기할 때 '일본인' 그룹에 속하기도 한다. 토모와 치요도 이 그룹에 속한다.(그러나 토모의 가슴 사이즈는 오사카의 절벽 수준과는 거리가 있다) 요미는 치요가 곧 일본인 그룹에서 이탈한 뒤 '자신들의 그룹'에 몇 년 뒤 가입하게 될 것이라고 말한다. 오사카 자신이 키무라 선생에게 말을 걸려고 시도함에도 불구하고, 가슴 사이즈로 인해 거의 관심을 받지 못한다.
그녀의 엉뚱한 추론과 수업 중 잘 조는 모습이 유카리 선생을 화나게 함에도 불구하고, 오사카는 3년동안 유카리의 반에 계속 배정된다. 시험 성적이 형편없기 때문에 오사카는 '봉쿠라스'(밥봇  멤버 중 한 명이다. 치요의 조언에 따라 오사카는 장래 희망이 선생님이라고 밝히고, 이를 들은 유카리는 깊은 모욕감을 느낀다.
오사카의 이름은 '걷는다'를 의미하며, 성은 '봄날'을 뜻한다.

## 인물의 성향
오사카는 종종 '멍한 사람'(느릿느릿하고, 나사가 빠진 듯한 행동을 하며, 자기만의 세계에 빠져 삼)처럼 행동한다. 비록 그녀가 느리고 쉽게 주의가 흐트러지는 것처럼 보일지라도, 그녀는 단지 다른 사람들과 '매우' 다르게 작동하는 사고 체계를 갖고 있음에 지나지 않는다. 이러한 성향이 그녀를 공상에 빠져 있으며, 정신이 멍하고, 엉뚱한 생각을 하게 만든다. 그러나 이러한 사고 때문에 매우 어려운 수수께끼는 쉽게 맞추는 모습을 보이기도 한다. 주변인들은 그녀를 정신이 산만하다고 말하지만, 실제 그녀는 특정 부분에 '좀 지나치게' 집중할 뿐이다. 오사카는 교실에서 공상을 할 때 치요의 상상을 하는 경향이 있는데, 치요의 갈래머리가 치요를 조종하고, 날 수 있게 하고, 생명을 유지시키거나, 혹은 치요가 갈래머리를 떼고 새 것으로 교체하는 것 등을 상상한다. 일단 공상에 한 번 빠질 경우 주변에서 어떤 일이 일어나는지 인지하지 못하는 수준에 이른다. 예를 들면 2화에서 교실 내에 바퀴벌레가 나타나 토모는 바퀴벌레를 잡기 위해 책상을 날리며 (어쩌면 학생들까지도 날린 것으로 보임) 분주히 돌아다니지만 오사카는 오직 눈 위에 떠 다니는 부유물에만 집중한다. 오사카는 치요와 특별히 친한데, 치요가 성적이 훨씬 좋지만 둘 다 운동을 못하며(오사카는 특히 몸이 뻣뻣하며, 치요보다도 운동신경이 떨어지는 모습을 보인다) 호기심 많은 동심의 세계에 접근해 있는 것 때문으로 보인다. 그러나 차이점이라면 치요는 상식적인 감각 및 정보에 의해 동요되지만, 오사카는 그렇지 않다는 것이다.
다른 친구들과는 달리 오사카는 언제나 조용하고 완만한 상태를 유지한다. 그녀를 화나게 하거나 흥분하게 만드는 것은 그리 흔치 않은 사건이다.(다만 14화에서 치요와 백화점에 가서 쇼핑을 할 때, 오사카가 에스컬레이터와 엘리베이터를 혼동하는 것을 치요가 바로 잡아 주자 화를 내면서 자기는 바보가 아니라고 항변하고, 25화에서 젓가락을 깨끗하게 떼어내는 방법을 배운 뒤, 토모가 젓가락을 제대로 떼어내지 못하는 것을 보고 이성을 잃는 장면이 나온다)
오사카가 잘 쓰는 말버릇으로 '오-하!'(안녕, おはよう의 줄임말)가 있는데, 이는 유명 그룹 SMAP의 멤버 카토리 싱고가 쓰는 것으로 '평범한' 일본인들의 대화에서 등장하는 화법의 한 예이다.
꽃가루 알레르기가 있어서 봄이 되면 '에쵸'하고 기묘한 재채기를 한다. 본인은 그동안 자신이 꽃가루 알레르기인지 모르고 있었는데, 요미 덕에 사실을 알게 되자 즐거워하며 주변이들에게 자랑하고 다녔다.
누구도 알아채지 못하던 분명한 사실을 간파하는 습관이 있으며(그녀의 친구들 중 누구도 남자 친구가 없다는 사실 등), 해양생물학이나 어려운 한자에 대해 잘 아는 등 놀라운 수준의 지식을 보여 준다. 애니메이션에서 오사카는 다른 친구들처럼 냐모 선생의 성 경험에 대한 이야기에 흥미를 느낀다. 가끔 음울한 유머 감각을 보여주기도 한다. 오사카와 친구들이 치요의 여름 별장에 처음 놀러 갔을 때, 오사카는 공포스러운 이야기를 하는데, 줄거리는 모든 소녀들이 한 명씩 죽어가다가, 마지막에 가서 자신이 소녀들 모두를 죽인 범인이라고 말한다. 2년차 문화제에서 오사카는 다른 친구들의 아이디어를 종합하여 '귀여운 동물들이 있는 유령의 집에 고양이 시체가 있는 카페를 만들자'는 제안을 하기도 한다.
보통의 사람들이 이상하다고 생각하는 것에 쉽게 즐거움을 느낀다. 운동회에서 오사카는 장애물 코스를 뛸 큰 맘을 먹게 되는데 그 이유는 밀가루 속에 있는 사탕을 먹는 것이 재미있을 것이라고 생각했기 때문이고, 현장에 이르러서는 밀가루 속에 얼굴을 파묻고 깔깔거리며 즐거워하며, 경주에서 돌아온 뒤에도 얼굴은 그대로 밀가루로 덮여 있었다.
만화책에서 태풍이 불 때 밖에 나가 비를 맞으며 뛰기를 좋아하고, 번개가 치면 깜짝깜짝 놀라면서도 계속 들여다본다.

## 성우
TV 시리즈 및 극장판마츠오카 유키
아즈망가 웹 대왕카와스미 아야코
한국어판양정화
영어판키라 빈센트-데이비스

## 투니버스 한국어판
대원씨아이에서 출판한 만화책에서는 원판과 같은 명칭을 사용했으나, 2002년 투니버스 방영 때에는 배경이 대한민국으로 로컬라이징되며 본명은 맹순정, 별명은부산댁인 부산 사람으로 로컬라이징되었다. 이에 따라 어투도 느린부산 사투리를 쓰게 되고, 실제 부산 출신 성우인 양정화가 기용되었다.

## 캐릭터송
- 《しっかり! TRY La Lai》 하타 아키 작사, 이토 마스미 작곡
- 《Time Pavement》 하타 아키 작사, 이토 마스미 작곡

## 참고 문헌
1. ↑  Kimberly Gueire. 《Newtype USA》 (잡지) 6판. John Ledford. 2006년 12월 16일에 확인함.
2. ↑  http://www.neoseeker.com/Movies/Products/azumanga_daioh_volume_1_entrance/ Tomo chooses nickname.
3. ↑  더빙판에선 부산
4. ↑  아즈망가 대왕 제 6화.
5. ↑  다만 애니 한정. 만화책에서는 자신의 눈 시력이 좋다는 것을 증명하려 멀리 떨어져 있는 간판을 읽으려하는데, 잘 보이긴 하나 '한자여서' 읽지 못하는 에피소드가 있었다.
6. ↑  실제로 오사카 출신 성우이다.
7. ↑  실제로 부산 출신 성우이다.
8. ↑  “Absolute Anime / Azumanga Daioh / Ayumu Kasuga”. 2007년 2월 10일에 확인함.